# Tithonius Lacus
Tithonius Lacus és una característica d'albedo a la superfície de Mart, localitzada amb el sistema de coordenades planetocèntriques a -4.94 ° latitud N i 275 ° longitud E. El nom va ser aprovat per la UAI l'any 1958 i fa referència al llac de Titonos, personatge de la mitologia grega que va rebre el do de la vida eterna però no el de l'eterna joventut.